# Panik i gangstervärlden
Panik i gangstervärlden (originaltitel: Angels with Dirty Faces) är en amerikansk kriminalfilm från 1938 i regi av Michael Curtiz.
Filmen ansågs vara kontroversiell då den kom, och därför totalförbjöds den i Danmark, Kina, Polen och Finland och även i delar av Kanada och Schweiz.

## Handling

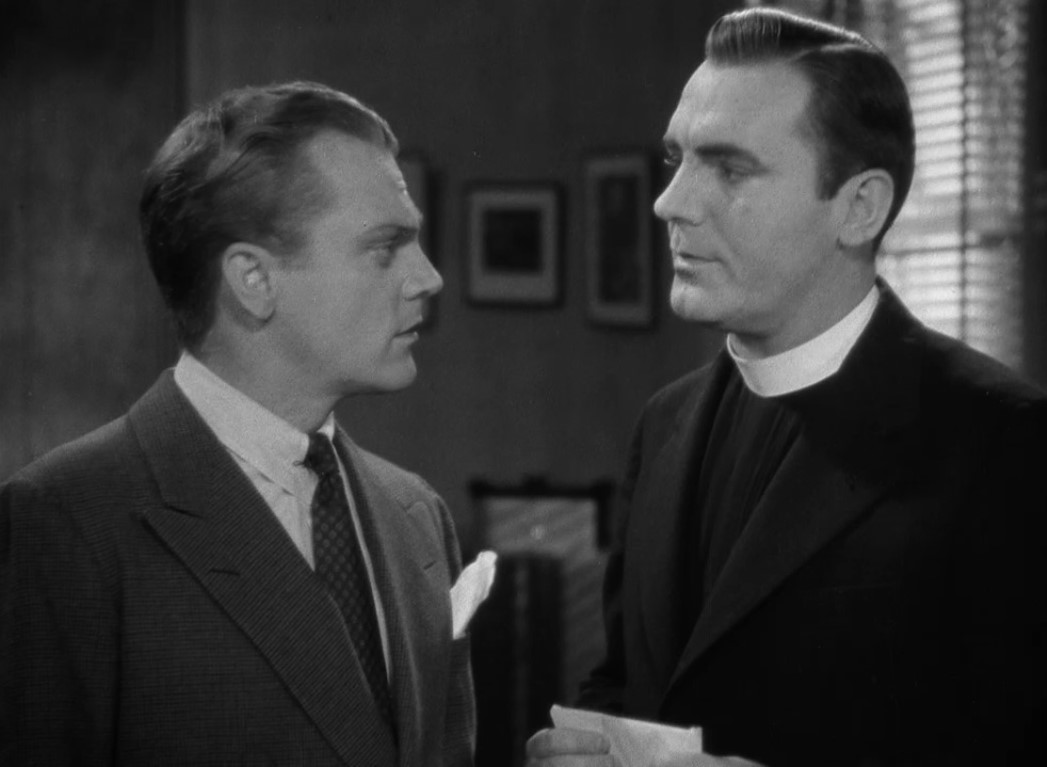
Rocky Sullivan (James Cagney) och Jerry Connolly (Pat O'Brien) i en scen.

Rocky Sullivan (James Cagney) och Jerry Connolly (Pat O'Brien) var två tuffa grabbar som växte upp i stadsdelen Hell's Kitchen, den tuffaste delen av New York. I tidig ålder skickas Rocky till en skola där han lär sig hur man blir en första klassens skurk. Jerry, som flytt undan lagen, bestämmer sig för att börja leva ett mer laglydigt liv och blir präst. Men en dag, då de båda blivit vuxna, träffas Rocky och Jerry igen i sina gamla kvarter.

## Rollista i urval
- James Cagney – Rocky Sullivan
- Pat O'Brien – Jerry Connolly
- The Dead End Kids
  - Billy Halop – Soapy
  - Bobby Jordan – Swing
  - Leo Gorcey – Bim
  - Gabriel Dell – Pasty
  - Huntz Hall – Crab
  - Bernard Punsly – Hunky
- Humphrey Bogart – James Frazier
- Ann Sheridan – Laury Ferguson
- George Bancroft – Mac Keefer

## Kuriosa
- En parodi av vissa scener ur filmen kan ses i Ensam hemma (1990) och i Ensam hemma 2 - vilse i New York (1992). I dessa två filmer sitter Kevin (spelad av Macaulay Culkin) och tittar på scenerna. I Ensam hemma kallas filmen "Angels with Filthy Souls" och i Ensam hemma 2 heter den "Angels with Even Filthier Souls". En parodi i Looney Tunes-filmerna kallades Thugs with Dirty Mugs.